# Vergelijk van Den Haag
Het Vergelijk van Den Haag is een door bemiddeling van de Nederlandse Staten-Generaal gesloten verdrag tussen graaf Enno III van Oost-Friesland en de stad Emden op 8 april 1603 ondertekend in Den Haag.
Het Vergelijk van Den Haag sloot de opstand van Emden van 1595 definitief af. Het nam de laatste macht van de graaf over Emden weg en verzekerde de standen van Oost-Friesland het recht om zelfstandig samen te komen, tenzij de graaf dat weigerde. Het Vergelijk is geschreven in het Nederduits. De stad Emden mocht zijn voorsteden inlijven en kreeg belastingsbevoegdheid binnen zijn grenzen. Ook de militaire voogdij ging over op de magistraat, waardoor Emden de facto een vrijstad werd. Er werd tevens overeengekomen dat Emden een garnizoen van 700 man mocht hebben op kosten van de graaf. De commandant van het garnizoen mocht in grafelijke noch in dienst van Emden gestaan hebben, hetgeen impliceerde dat het een Duitser uit de Nederlanden moest zijn. (De Nederlanden maakten toen deel uit van het Duitse Rijk en dus noemden de Nederlanders zich toen Duitschers.)